# José Augusto Torres
José Augusto Torres (* 8. September 1938 in Torres Novas; † 3. September 2010 in Lissabon) war ein portugiesischer Fußballspieler und -trainer. Als Spieler war er Teil der Glanzzeit von SL Benfica Anfang der 1960er Jahre und gewann mit dem Verein neben zahlreichen weiteren Titeln zwei Mal den Europapokal der Landesmeister. Mit der Nationalmannschaft wurde er Dritter bei der Fußball-Weltmeisterschaft 1966 in England. Als Trainer führte er Portugal zur Teilnahme an der Fußball-Weltmeisterschaft 1986 in Mexiko.

## Karriere als Spieler
José Augusto Torres begann seine Karriere beim Provinzverein Torres Novas, ehe er 1959 im Alter von 21 Jahren zu Benfica Lissabon wechselte. Dort bildete sich Ende der 1950er-Jahre eine Mannschaft, die später große Erfolge auch in Europa erlangen sollte. Der erste Erfolg mit Benfica war der Gewinn der nationalen Meisterschaft in der Saison 1959/60 mit zwei Punkten Vorsprung vor dem Lokalrivalen Sporting. Der Gewinn der Meisterschaft bedeutete für Benfica die Teilnahme am Europapokal der Landesmeister in der Saison 1960/61. Dort erreichte Benfica nach Siegen über Heart of Midlothian, Újpest Budapest, Aarhus GF und SK Rapid Wien das Finale, in dem der Gegner FC Barcelona hieß. Barça wurde durch Tore von José Águas, Mário Coluna und einem Eigentor von Antoni Ramallets sowie bei Treffern von Zoltán Czibor und Sándor Kocsis für Barcelona mit 3:2 besiegt.

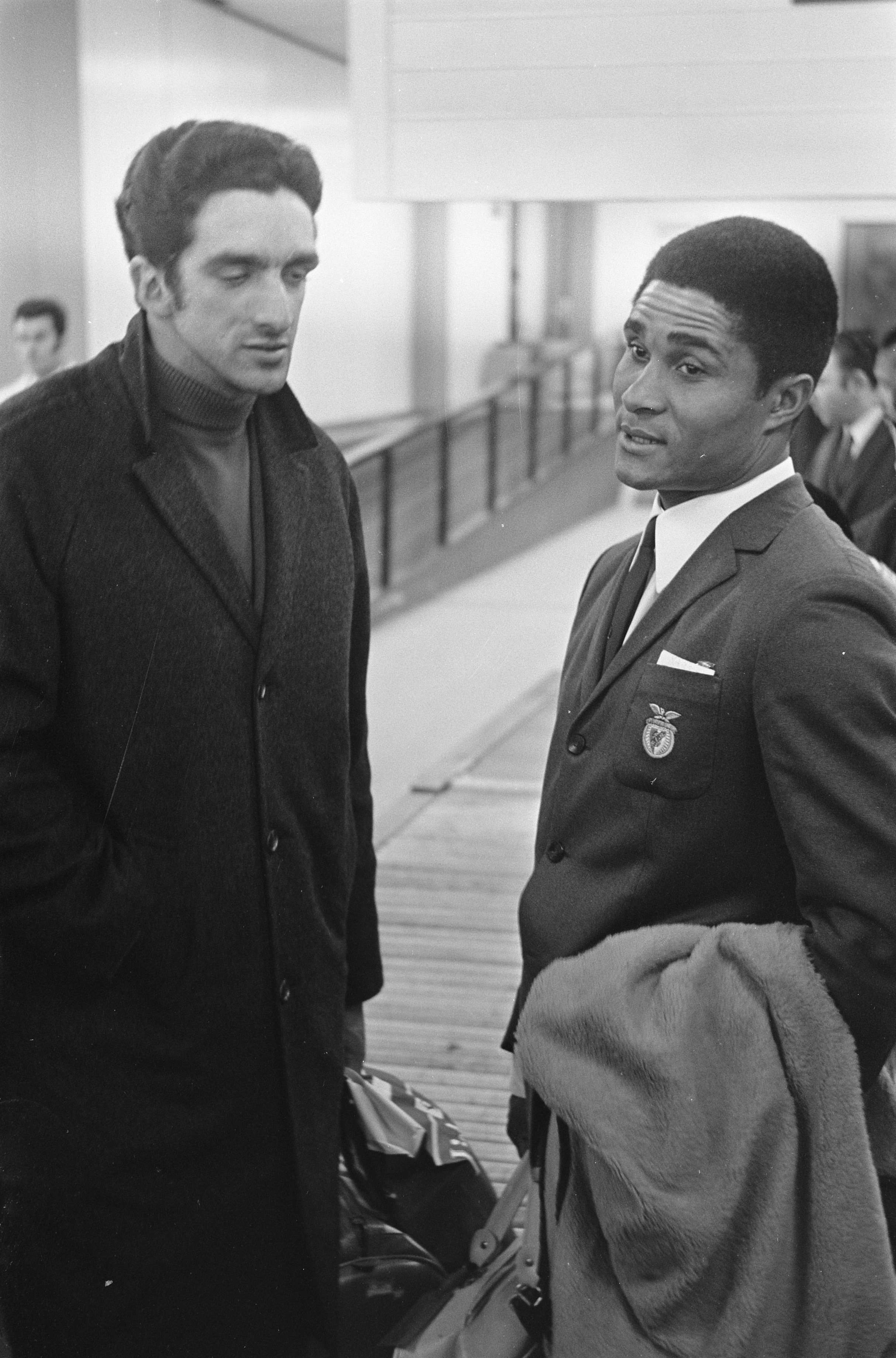
José Torres (links) mit Eusébio

Torres gelangen bei der 1960/61er-Saison des Europapokals der Landesmeister keine Tore, jedoch stand er auch oft nicht im Aufgebot der Portugiesen. In der darauffolgenden Saison konnte Benfica, nachdem man erneut portugiesischer Meister wurde, den Triumph im Europapokal wiederholen. Nachdem FK Austria Wien, der 1. FC Nürnberg und Tottenham Hotspur bezwungen wurden, stand man erneut im Endspiel, wo der Gegner diesmal Real Madrid hieß. Benfica siegte am Ende mit 5:3. Doch dann war es mit der erfolgreichen Zeit im Europapokal für Benfica vorbei. In der Meisterschaft hingegen sicherte sich das Team aus der Hauptstadt Portugals viele weitere Titel. José Augusto Torres erzielte während seiner Zeit beim portugiesischen Spitzenclub in 259 Spielen 226 Tore.
José Augusto Torres spielte insgesamt 34 Mal für die portugiesische Fußballnationalmannschaft. Mit dieser nahm er auch an der Fußball-Weltmeisterschaft 1966 in England teil. Dort erreichten die Portugiesen das Halbfinale, wo sie am späteren Weltmeister England scheiterten. Im Spiel um Platz drei wurde dann die Sowjetunion bezwungen. Dabei erzielte Torres sein drittes Turniertor. Zuvor hatte der mit seinen 1,91 Metern Körpergröße sehr groß gewachsene Stürmer bereits in der Vorrunde gegen Ungarn und Bulgarien getroffen. Sein letztes Spiel in der Auswahl Portugals war ein 2:2 in der WM-Qualifikation für Deutschland 1974 gegen Bulgarien.

## Nach der aktiven Laufbahn
Nach seiner aktiven Laufbahn war José Augusto Torres als Trainer aktiv. So trainierte er neben Vitória Setúbal und Boavisto Porto auch die Nationalmannschaft Portugals. Mit der Nationalmannschaft schaffte er 1986 erstmals seit 1966 wieder die Qualifikation für eine Weltmeisterschaft. In Mexiko schied Portugal jedoch nach einem Sieg gegen England und Niederlagen gegen Polen und Marokko in der Vorrunde aus.
Torres starb am Morgen des 3. September 2010 nach langer Krankheit.